# Ведель (дворянский род)
Ве́дель, иногда Ве́йдель (нем. Wedel / Wedell) — древний европейский дворянский род поморья, уходящая корнями в Голшти́нию (нем. Holstein) — располагавшейся к западу от Гамбурга, — и далее, ко временам северных альбингийских саксонских гау, как — Штормарн (нем. Stormarn); имеющий династийные ветви в Дании и Норвегии. Существовало три ветви родовой династии Ведель, которые носили титулы принца, графа и барона.

## Герб
|  |  |

Первоначально на золочёном поле щита в гербе рода Ведель располагалось чёрное колесо с 16 острыми зубьями и 8 спицами. Позже ступица колеса была покрыта мужской головой, которая со временем превратилась в наполовину чёрное, наполовину красное мужское тело без конечностей в широкой шляпе того же цвета, возвышающегося и в изголовье или в виде нашлемника родового герба. Турнирный рыцарский шлем с открытым забралом в основном без короны, но в зависимости от ветви рода — может быть дворянская корона. Нашлемник: в виде возвышающегося мужского тела без рук и ног в чёрно-красном платье с разрезом и в шляпе таких же цветов. Намёт: чёрный, подложен золотом.

## История
Происхождение семьи — район города Ведель (нем. Wedel) в гау Штормарн (нем. Stormarn) на правом северном побережье Эльбы. Впервые упоминается в записях 1212 года — Генрих Хассо и Реймбернус де Веделе (лат. Heinricus, Hasso and Reimbernus de Wedele), который прослеживает свою родословную до адвокатуры войта Генриха (нем. Vogt Heinrich) из монастыря «Нового согласия» (лат. Novum Monasterium), который упоминается 13 сентября 1149 года в Оттенбюттеле (нем. Ottenbüttel) района Штайнбург.
Три брата появляются в 1212 году в качестве свидетелей в записи Генриха фон Бармстеде. Хассо Ведель с сыновьями описывается в период 1240 года в приморском восточном районе Старгарда (нем. Stargard in Pommern), где первоначально служили бургомистрами и возможно вассалами Камминского епископства (лат. Bistum Cammin), живя между Кремцово (нем. Kremzow) и Пясечником (нем. Petznick) — который с 1248 года был передан в аренду герцогу Барниму I из Померании. Центром родового владения становится построенный ими замок в Кремцове (Померания), а также замки в ноймаркских городках Реец (нем. Reetz) и Кюртов (нем. Kürtow).

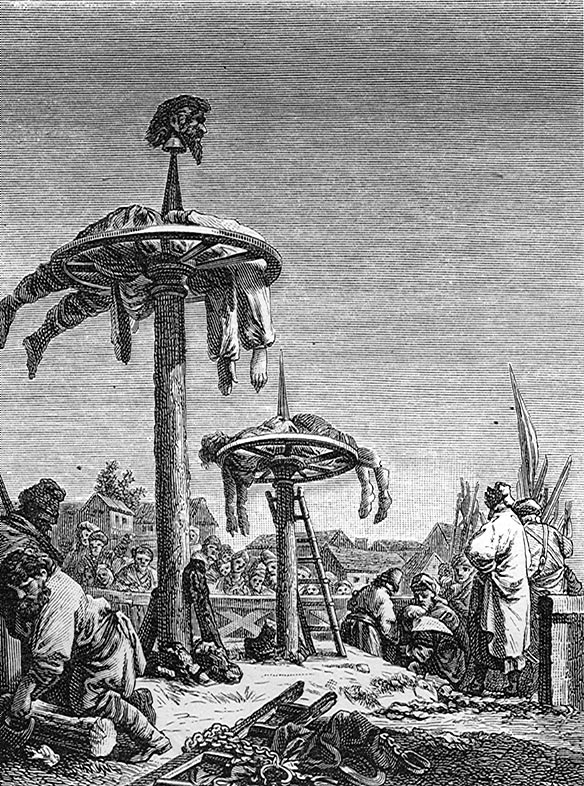
Казнь колесованием

Также в письменных источниках начала XIII века и далее — до 1268 года, — упоминаются на старгардской земле с центрами в Кремпцеве (нем. Cremzow — Кремцов), Кшивнице (пол. Krzywnica), Хоцивеле (нем. Freienwalde — Фрайенвальде) и Мельно (нем. Großmöllen lub Groß Möllen), а затем и в многочисленных замковых и городских центрах Ноймарка, как Корытово (нем. Kürtow) близ Хощно, Дравно с Дравским лесом и рекой (по 1268 год), Злоценец (нем. Falkenburg — Фалькенбург), Тучно (нем. Tütz), Мирославец (нем. Märkisch Friedland) по 1296 год, Свидвин (нем. Schivelbein — Шифельбайн) в 1319-1384 годы, Инско (нем. Nörenberg — Нёренберг), Реч (нем. Reetz — Ритц) по 1350 год, а также в районе Хойень — Горный край (пол. Krajnik Górny), Чарторыйя западнопоморского воеводства (нем. Wedell — Ведел) близ Хойны (нем. Königsberg in der Neumark — Кёнигсберг в Ноймарке).
В декабре 1302 года братья Генрих, Иоганн и Рейнберт сообщают, что их дядя Рейнхард Старший продал деревню Шпитцердорф капитулу Гамбургского собора в их присутствии и с их согласия. В 1306 году один из членов семьи Ведель был схвачен после второго сражения при Ютерсене (нем. Uetersen — Итерзен) и подвергнут колесованию, что и было в последующем отражено в гербе дополнением изображения человека.

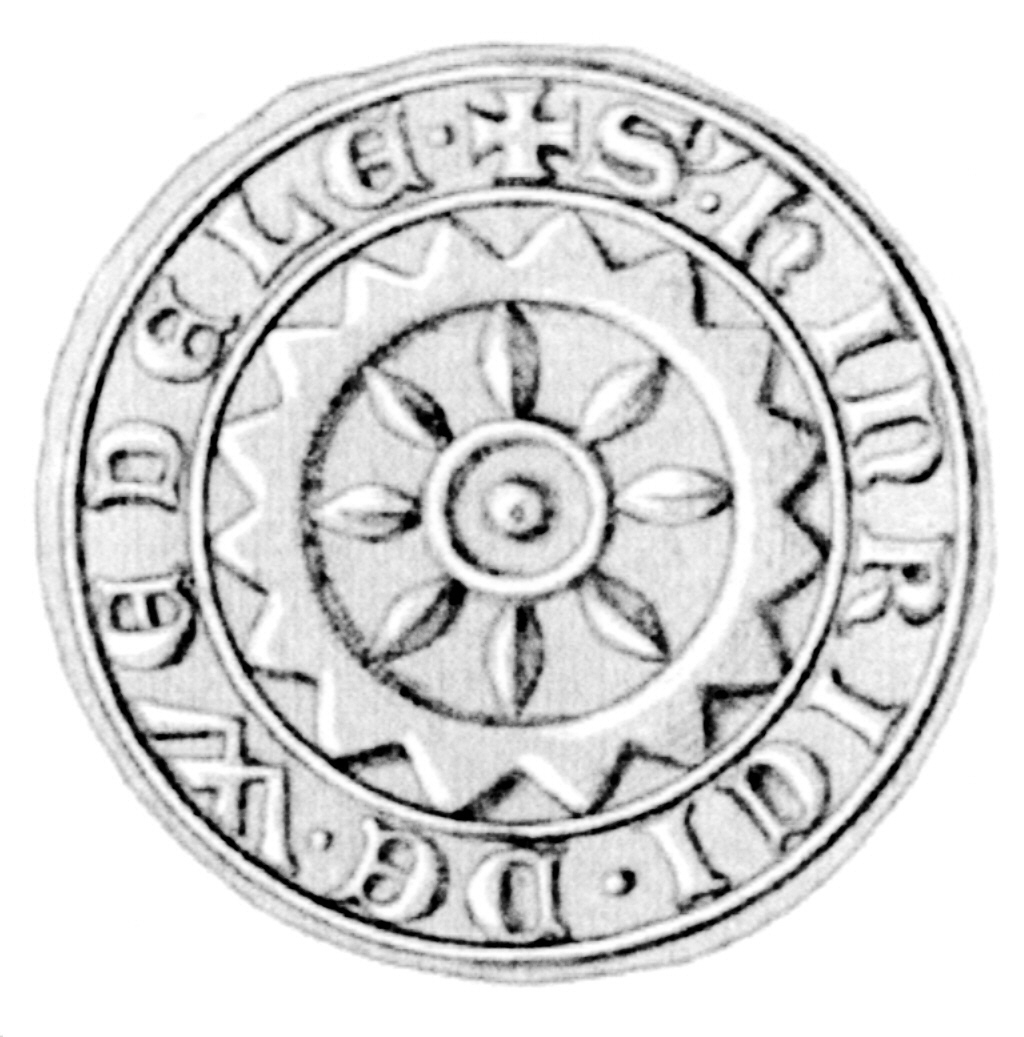
Печать Ведель (1322 год)

В 1328 году император Людовик IV пожаловал лордам Ведель города и/или замки Кюстрин, Фалькенбург, Шифельбайн, Ной-Ведель, Каллис, Ритц, Нёренберг, Хохцайт, Кляйн-Меллен и Бернойхен, — в качестве феодальных владений. С 1444 по 1445 годы Ганс фон Ведель был дипломатическим переговорщиком между тевтонскими рыцарями и Королевством Польским.
Густав Вильгельм фон Ведель (1641—1717 г.ж.) поступил на службу в Датское королевство (дат. Kongeriget Danmark — Дания) и в 1681 году был назначен главнокомандующим Королевства Норвегии. Благодаря покупке норвежского графства Ярлсберг они стали известны по фамилии Ведель-Ярлсберг.
В начале XVIII века одна из ветвей семьи Ведель поселилась в Восточной Фризии (нем. Ostfriesland). Им принадлежала усадьба Лога, ныне часть города Леер (нем. Leer). Здесь они построили Эвенбург и Филипсбург. В 1746 году по брачному союзу семья приобрела Замок Гёденс (нем. Schloss Gödens). Эта знатная дворянская линия имела наследственное место в Палате лордов Пруссии с 5 декабря 1867 года до революции 1918 года.

## Родовая собственность

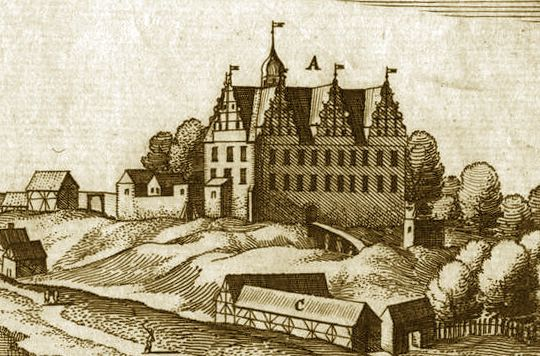
Замок Нойведель около 1652 год
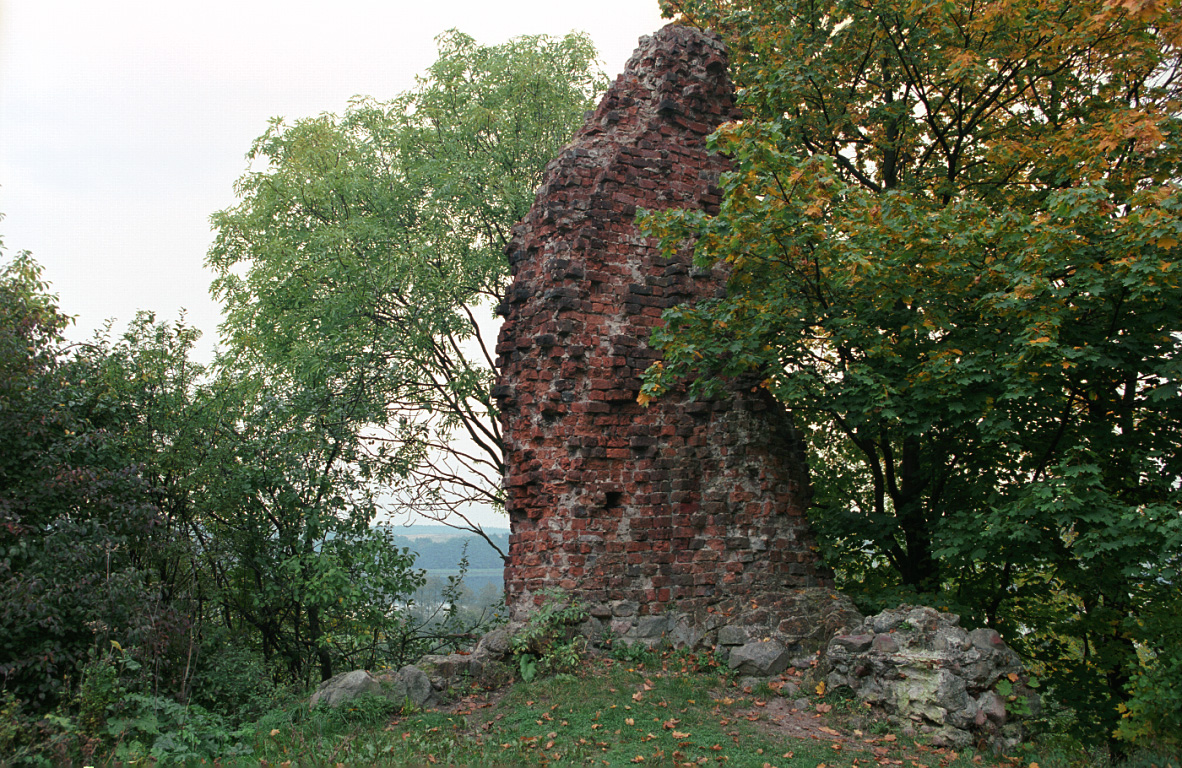
Современные руины Нойведеля
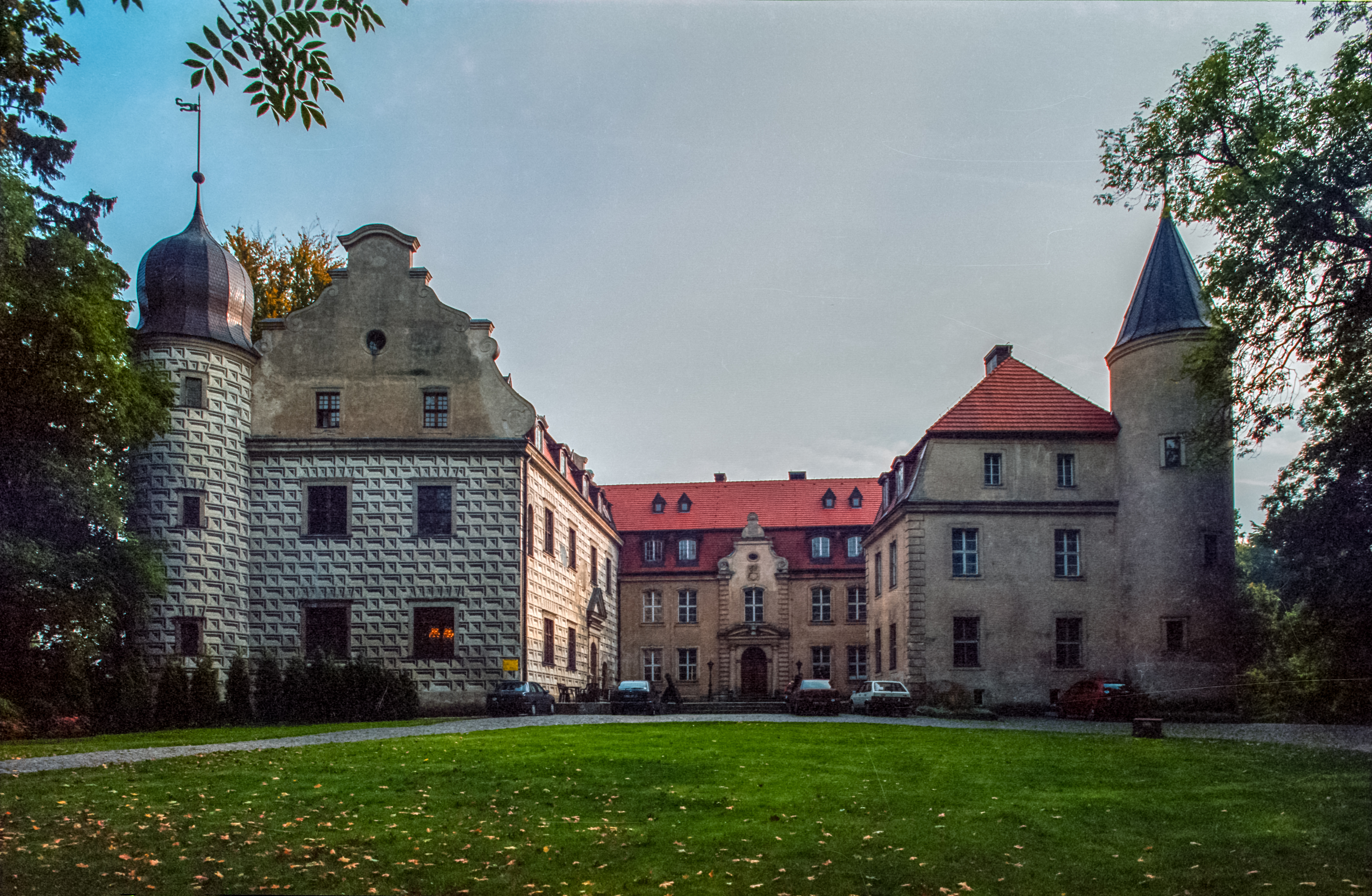
Замок Тютц (замок, Польша)Тютц в Западной Пруссии (в период 1338–1739 годов был в фамильной собственности)
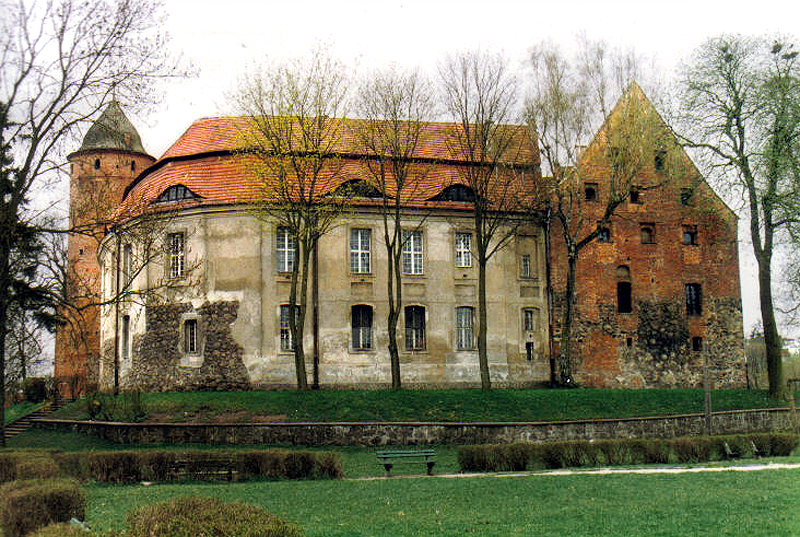
Замок Шифельбайн
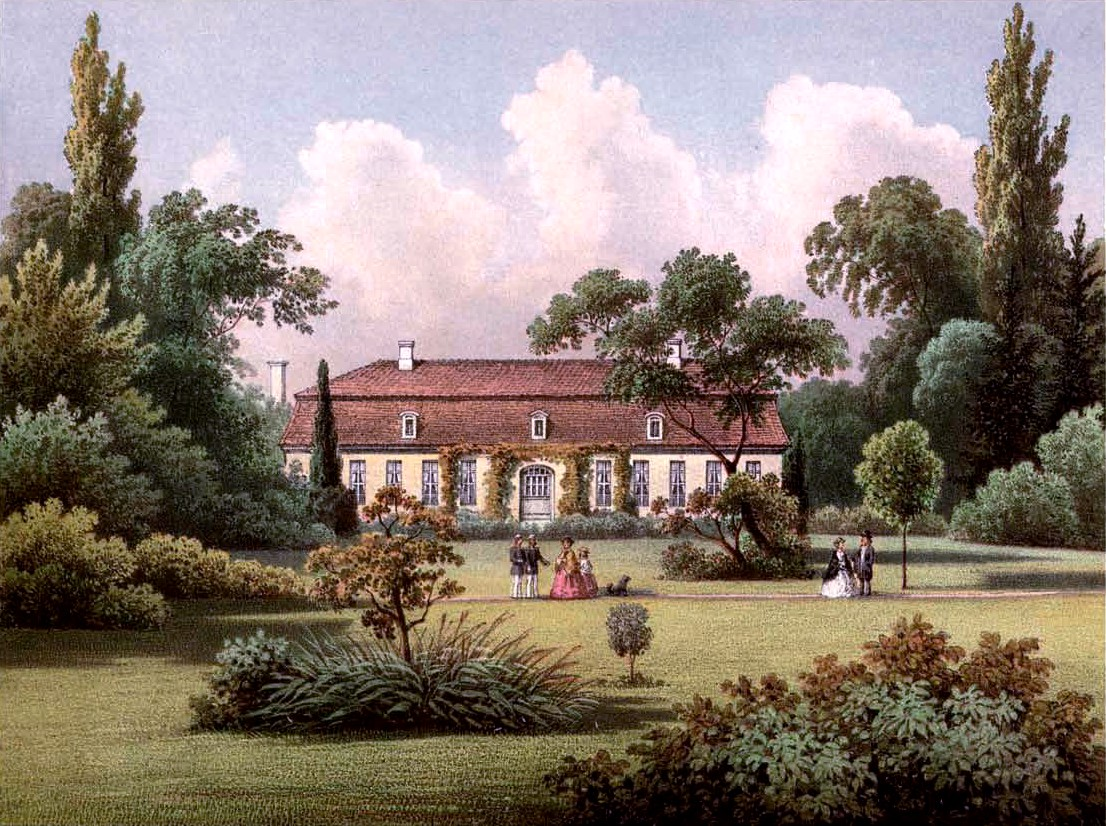
Гёриц , Уккермарк
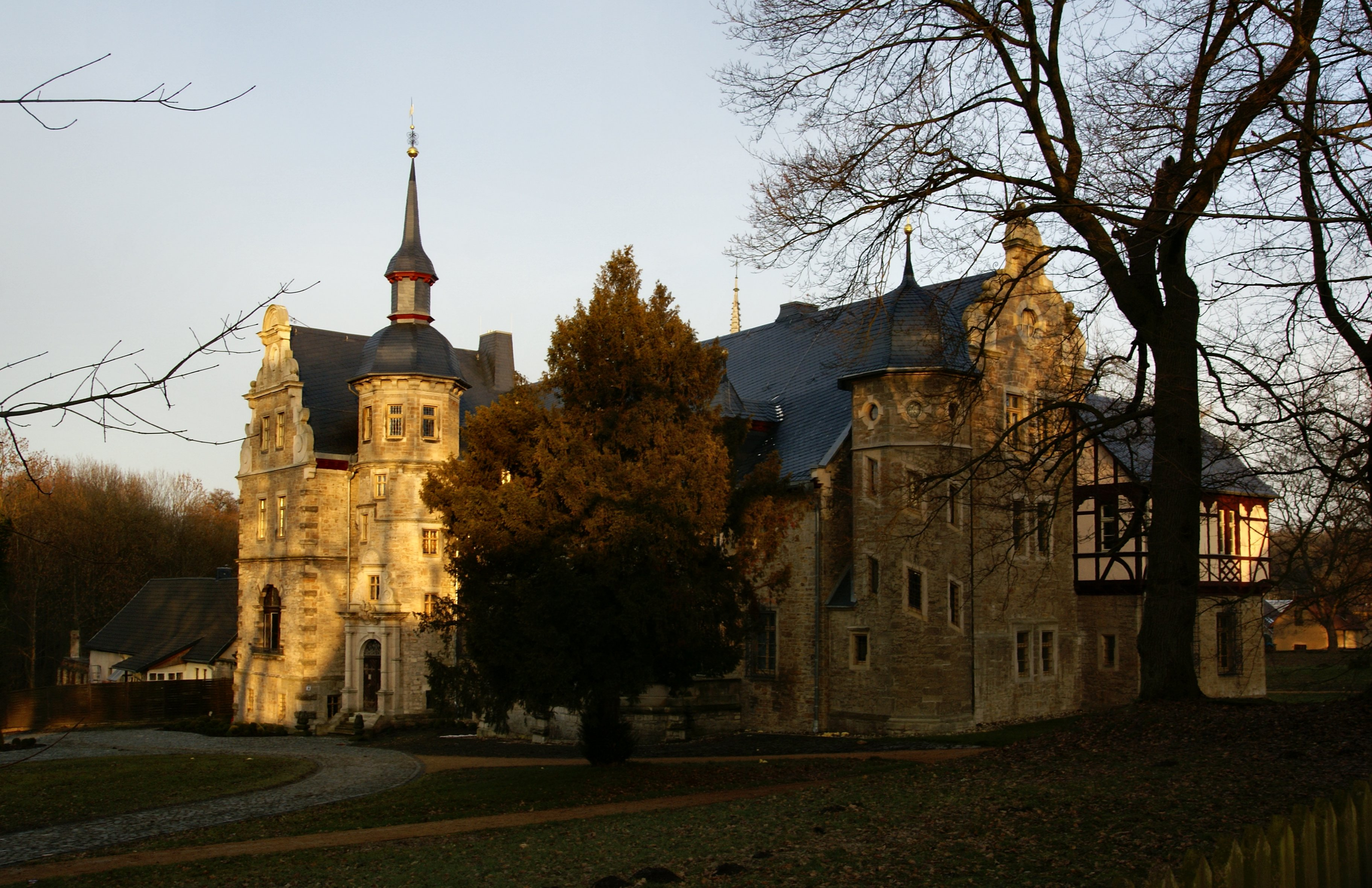
Замок Писдорф, Саксония-Анхальт
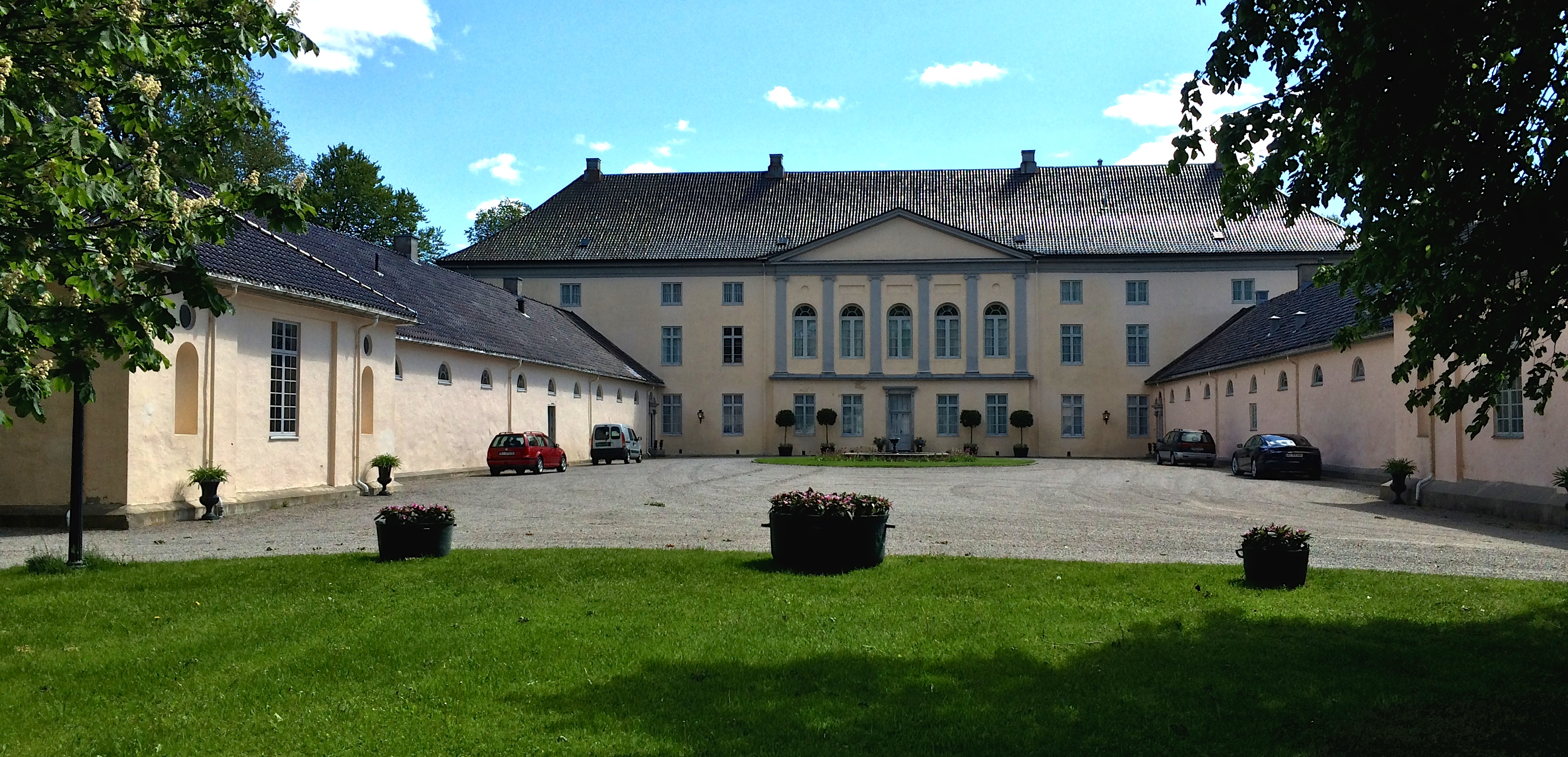
Замок в усадьбе Ярлсберг (Норвегия)
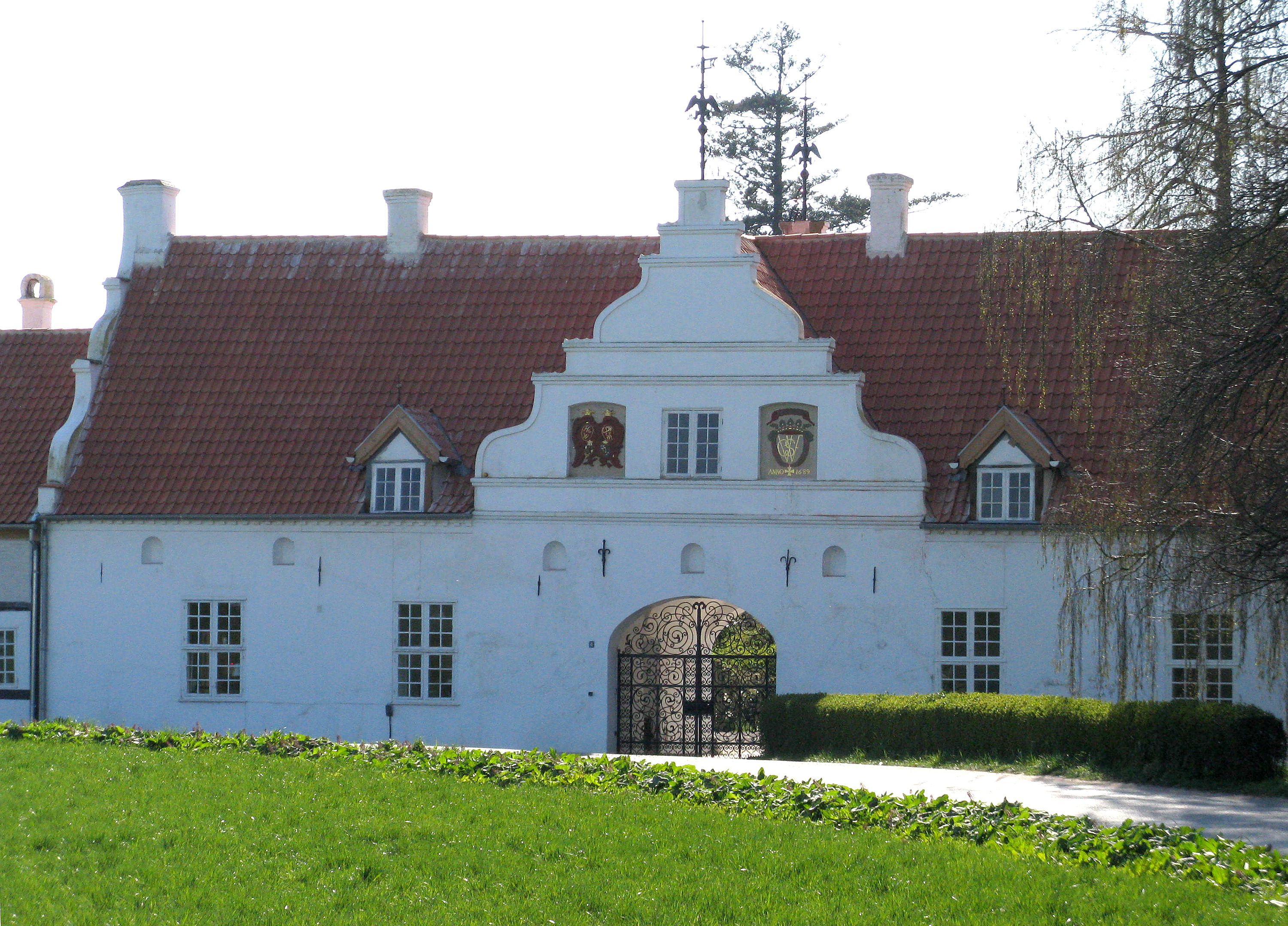
Сторожка замка Ведельсборг (Дания)
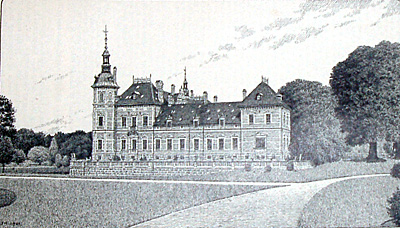
Замок Фрисенборг (Дания)
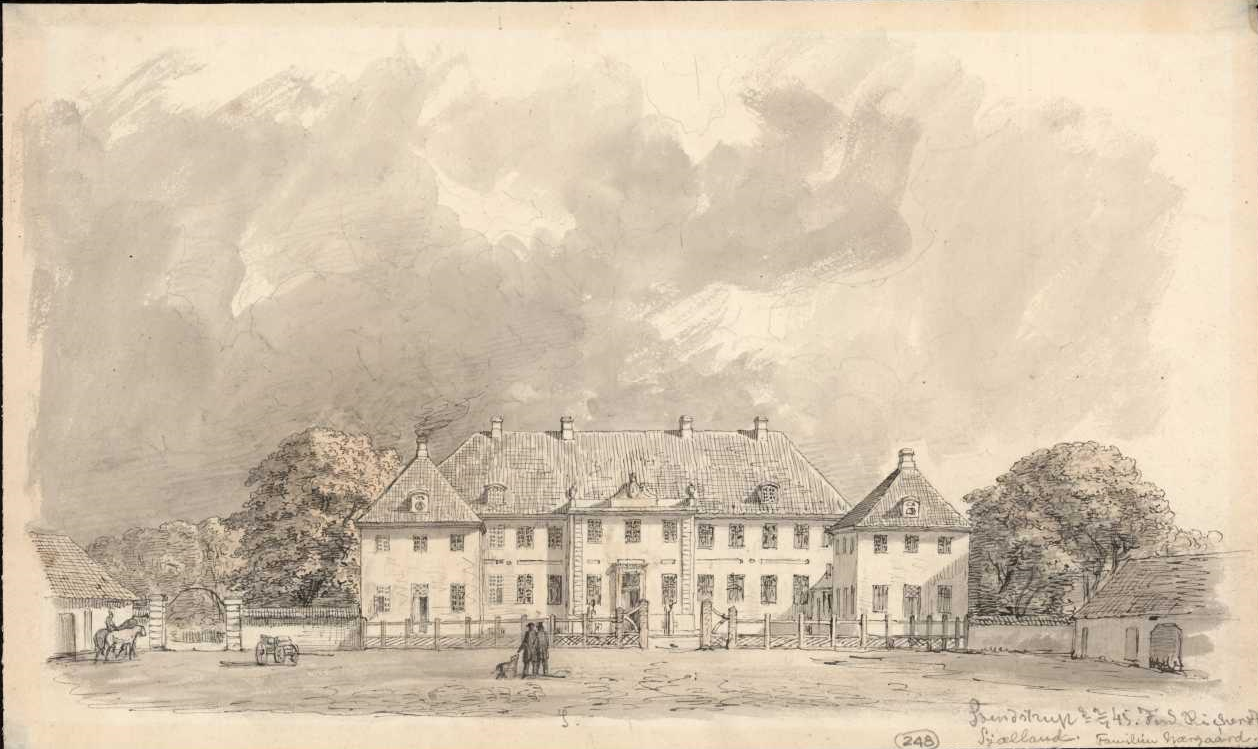
Замок Свенструп (Дания)
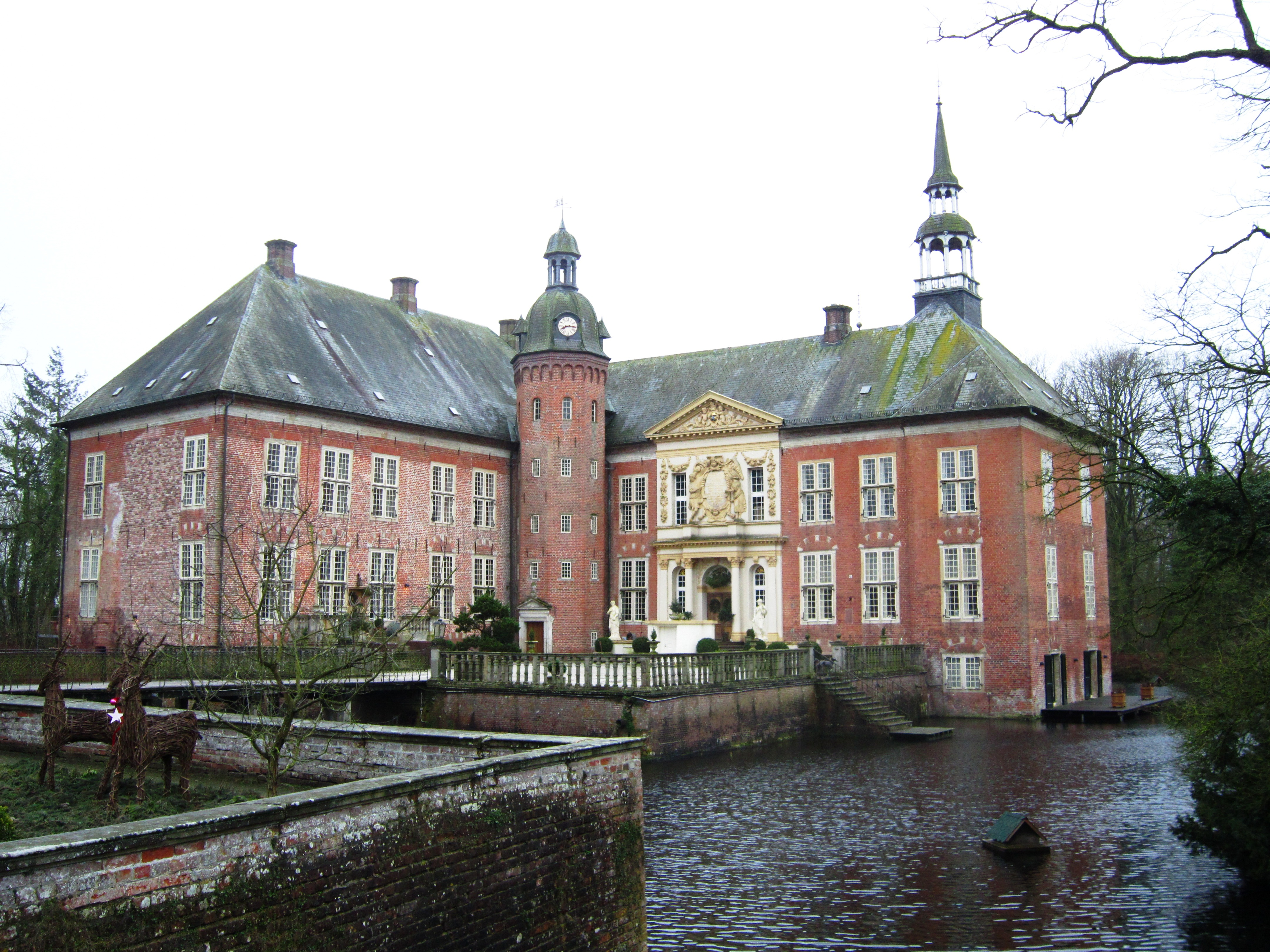
Замок Гёденс (Восточная Фризия)